# Web Standards Project
Il Web Standards Project (WaSP) è stato un gruppo di webdesigner professionisti che si dedica a diffondere e incoraggiare l'uso degli standard web raccomandati dal W3C.
Fondato nel 1998, il Web Standards Project si è occupato di ridurre il costo e la complessità dello sviluppo di pagine web, incrementando l'accessibilità, la durata e attuabilità a lungo termine dei documenti pubblicati sul Web. Il 1º marzo 2013 il gruppo ha chiuso le proprie attività.

## Attività
L'attività più importante del WaSP è stata la creazione dei test di interoperabilità e aderenza agli standard per i browser.
- Il test Acid nº1 permette ai browser e agli altri strumenti di rendering di provare la compatibilità con le specifiche HTML 4.0 e CSS 1
- Il test Acid nº2 permette ai browser e agli altri strumenti di rendering di provare la compatibilità con le specifiche CSS 1 e 2
- Il test Acid nº3 permette ai browser e agli altri strumenti di rendering di provare la compatibilità con le specifiche CSS 2.1, DOM e ECMAScript.